# La Famille Pickler
Pour les articles homonymes, voir Butter.
Pour plus de détails, voir Fiche technique et Distribution.
La Famille Pickler ou La Recette du succès au Québec (Butter) est une comédie américaine réalisée par Jim Field Smith, produite en 2011 et sortie en 2011.

## Synopsis
L'ambitieuse mère de famille Laura Pickler menait jusqu'à présent une vie parfaite à l'image de ses convictions politiques conservatrices : mariée à un champion de sculpture sur beurre, elle est sous les feux des projecteurs. Mais voilà que son mari est poussé à mettre un terme à sa carrière, qui la fait se décider à participer elle-même à un tournoi de cette discipline. Deux adversaires coriaces s'opposent à elle : une strip-teaseuse à laquelle son mari doit de l'argent, et une fille de 10 ans prête à être adoptée.

## Fiche technique
- Titre : La Famille Pickler
- Titre québécois : La Recette du succès
- Titre original : Butter
- Réalisation : Jim Field Smith
- Scénario : Jason Micallef
- Direction artistique : Greg Richman
- Décors : Tony Fanning
- Costumes : Susie DeSanto
- Photographie : Jim Denault
- Montage : Dan Schalk
- Musique : Mateo Messina
- Casting : Carmen Cuba
- Production : Lisa C. Satriano, Michael De Luca, Jennifer Garner, Juliana Janes, Alissa Phillips, Kelly Carmichael, Ben Ormand, Bob Weinstein et  Harvey Weinstein
- Sociétés de production : The Weinstein Company, Vandalia Films et Michael De Luca Productions
- Société de distribution : The Weinstein Company
- Budget : 10,8 millions de dollars[1]
- Pays de production :  États-Unis
- Langue originale : anglais
- Format : couleur - 35 mm - 2,35:1
- Genre : Comédie
- Durée : 90 minutes
- Dates de sortie :
  - États-Unis : 4 septembre 2011 (Festival du film de Telluride)
  - Canada : 13 septembre 2011 (Festival international du film de Toronto)
  - États-Unis : 8 octobre 2011 (Mill Valley Film Festival)
  - États-Unis : 5 octobre 2012
  - France : 8 janvier 2014 (directement en vidéo)

## Distribution
- Olivia Wilde (VF : Caroline Pascal ; VQ : Catherine Proulx-Lemay) : Brooke
- Hugh Jackman (VF : Dominique Guillo ; VQ : Daniel Picard) : Boyd Bolton
- Ashley Greene (VF : Edwige Lemoine ; VQ : Ariane-Li Simard-Côté) : Kathleen Pickler
- Jennifer Garner (VF : Laura Blanc ; VQ : Aline Pinsonneault) : Laura Pickler
- Ty Burrell (VF : Loïc Houdré ; VQ : Pierre Auger) : Bob Pickler
- Alicia Silverstone (VF : Claire Guyot ; VQ : Violette Chauveau) : Jill Emmet
- Rob Corddry (VF : Xavier Fagnon ; VQ : Frédéric Desager ) : Ethan Emmet
- Phyllis Smith (VF : Marie-Martine ; VQ : Hélène Lasnier) : Nancy
- Garrett Schenck (VF : Michel Ruhl ; VQ : Daniel Lesourd) : Orval Flanagan
- Judy Leavell (VF : Marion Loran) : Helen
- Cindy Creekmore (VF : Dominique Lelong) : Danielle Mattingly
- Yara Shahidi (VF : Clara Quilichini ; VQ : Ludivine Reding) : Destiny
- Brett Hill (VF : Kyllian Trouillard) : Hayden

Source et légende : version française (VF) sur AlloDoublage